# Coryphantha nickelsiae
Coryphantha nickelsiae là một loài thực vật có hoa trong họ Cactaceae. Loài này được (K.Brandegee) Britton & Rose mô tả khoa học đầu tiên năm 1923.

## Hình ảnh

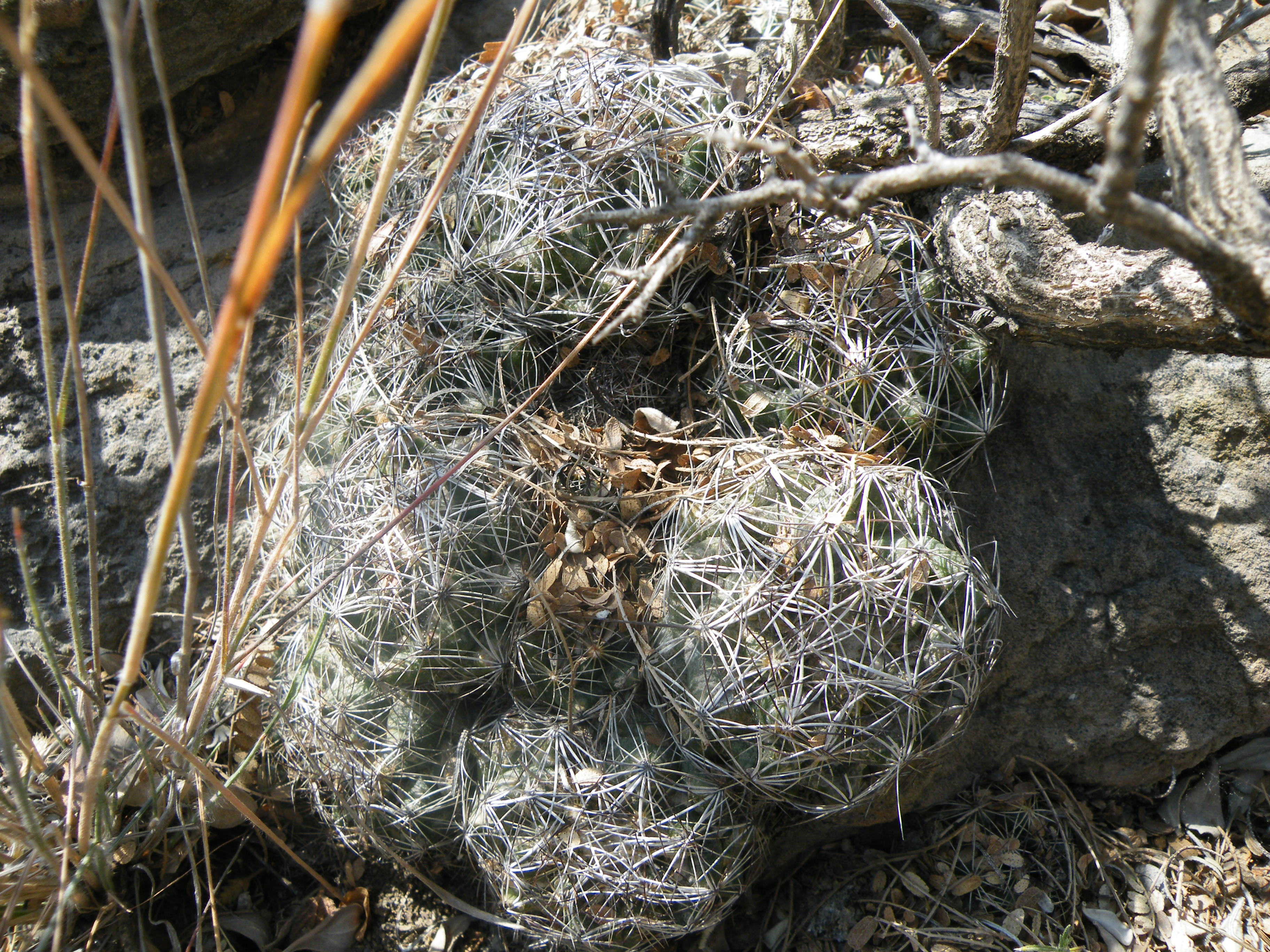